# Zaber
La Zaber è un fiume tedesco lungo circa 22 km ed è uno degli affluenti (alla riva sinistra) del Neckar, nel quale sfocia presso Lauffen sul Neckar. Il fiume non è navigabile. Fa parte del bacino idrografico del Reno.

## Corso del fiume
Il corso della Zaber si sviluppa integralmente nel Land  del Baden-Württemberg. Nasce sulle alture dello Stromberg, a sud di Zaberfeld, e fluisce inizialmente verso il lago artificiale di  Ehmetsklinge. Quindi si dirige ad est verso il fiume Neckar, ove sfocia.

## Comuni attraversati
- Zaberfeld
- Pfaffenhofen
- Güglingen
- Brackenheim
- Lauffen sul Neckar